# Пинтурия, Лена Фёдоровна
Лена Фёдоровна Пинтурия (1926 год, село Наджахаво, Гегечкорский район, ССР Грузия — неизвестно, село Наджаха, Гегечкорский район, Грузинская ССР) — колхозница колхоза имени Берия Наджаховского сельсовета Гегечкорского района, Грузинская ССР. Герой Социалистического Труда (1950). Депутат Верховного Совета Грузинской ССР 4-го созыва.

## Биография
Родилась в 1914 году в крестьянской семье в селе Наджахаво Гегечкорского района (сегодня — Наджаха Мартвильского муниципалитета). Окончила местную семилетнюю школу, после которой с 1944 года трудилась рядовой колхозницей на чайной плантации в колхозе имени Берия Гегечкорского района.
В 1949 году собрала 6080 килограммов сортового зелёного чайного листа на участке площадью 0,5 гектаров. Указом Президиума Верховного Совета СССР от 21 февраля 1948 года удостоена звания Героя Социалистического Труда за «получение высоких урожаев сортового зелёного чайного листа в 1949 году» с вручением ордена Ленина и золотой медали «Серп и Молот» (№ 5239).
Этим же указом званием Героя Социалистического Труда была награждена труженица колхоза имени Берия Анета Тариеловна Кокаия.
За выдающиеся трудовые достижения в 1950 году была награждена вторым Орденом Ленина. Её подруга Лена Ермолаевна Одишария была удостоена звания Героя Социалистического Труда.
Избиралась депутатом Верховного Совета Грузинской ССР 4-го созыва (1955—1959).
После выхода на пенсию проживала в родном селе Наджаха. Дата смерти не установлена.
Награды
- Герой Социалистического Труда
- Орден Ленина — дважды (1950; 01.09.1951).